# Ius Italicum
Ius Italicum è una locuzione latina che indicava, nelle ultime decadi della Repubblica e nei primi due secoli dell'Impero romano, determinati privilegi concessi ad alcune città provinciali aventi status di coloniae civium romanorum e situate nelle province, cioè al di fuori dell'Italia. Tale condizione amministrativa concedeva, alla città che ne poteva usufruire, la finzione giuridica di trovarsi in suolo italico. Queste concessioni furono usuali soprattutto dall'epoca tardo repubblicana e cesarea, passando per quella alto imperiale ed augustea, fino al principato di Settimio Severo, ossia, fin quando l'Italia mantenne il suo status nettamente differenziato dalle province (protrattosi comunque fino all'epoca della tetrarchia di Diocleziano); posteriormente, e soprattutto in seguito alla Constitutio Antoniniana del 212  —tramite la quale l'imperatore Caracalla concedette la cittadinanza romana a tutti gli uomini liberi dell'Impero (cittadinanza che, fino ad allora, era concessa di diritto solamente agli Italici) — e quindi alla quasi completa equiparazione della posizione giuridica dell'Italia rispetto a quella delle provincie, lo Ius Italicum perse progressivamente la propria utilità.
Lo ius italicum regolamentava in special modo l'economia e la pressione tributaria del territorio provinciale interessato, oltre a definire le modalità d'uso dei terreni della colonia.